# Iran op de Olympische Zomerspelen 2020
Iran nam deel aan de Olympische Zomerspelen 2020 in Tokio, Japan.

## Medailleoverzicht
| Medaille | Naam                 | Sport         | Onderdeel                 | Datum      |
| -------- | -------------------- | ------------- | ------------------------- | ---------- |
| Goud     | Javad Foroughi       | Schietsport   | 10m luchtpistool (m)      | 24 juli    |
| Goud     | Mohammad Reza Geraei | Worstelen     | -67 kg grieks-romeins (m) | 4 augustus |
| Goud     | Sajjad Ganjzadeh     | Karate        | +75kg (m)                 | 7 augustus |
|          |                      |               |                           |            |
| Zilver   | Ali Davoudi          | Gewichtheffen | +109kg (m)                | 4 augustus |
| Zilver   | Hassan Yazdani       | Worstelen     | -86kg vrije stijl (m)     | 5 augustus |
|          |                      |               |                           |            |
| Brons    | Mohammad Hadi Saravi | Worstelen     | -97kg grieks-romeins (m)  | 3 augustus |
| Brons    | Amir Hossein Zare    | Worstelen     | -125kg vrije stijl (m)    | 6 augustus |

## Atleten
| sport         | mannen | vrouwen | totaal |
| ------------- | ------ | ------- | ------ |
| Atletiek      | 2      | 1       | 3      |
| Badminton     | 0      | 1       | 1      |
| Basketbal     | 12     | 0       | 12     |
| Boksen        | 2      | 0       | 2      |
| Boogschieten  | 1      | 0       | 1      |
| Gewichtheffen | 2      | 0       | 2      |
| Kanovaren     | 1      | 0       | 1      |
| Karate        | 1      | 2       | 3      |
| Roeien        | 0      | 1       | 1      |
| Schermen      | 4      | 0       | 4      |
| Schietsport   | 2      | 4       | 6      |
| Taekwondo     | 2      | 1       | 3      |
| Tafeltennis   | 1      | 0       | 1      |
| Volleybal     | 12     | 0       | 12     |
| Wielersport   | 1      | 0       | 1      |
| Worstelen     | 11     | 0       | 11     |
| Zwemmen       | 1      | 0       | 1      |
| totaal        | 55     | 10      | 65     |

## Sporten

### Atletiek
Mannen
Loopnummers
| atleet         | onderdeel    | series                                   | series                                   | kwartfinale                              | kwartfinale                              | halve finale                             | halve finale                             | finale                                   | finale                                   |
| atleet         | onderdeel    | tijd                                     | rang                                     | tijd                                     | rang                                     | tijd                                     | rang                                     | tijd                                     | rang                                     |
| -------------- | ------------ | ---------------------------------------- | ---------------------------------------- | ---------------------------------------- | ---------------------------------------- | ---------------------------------------- | ---------------------------------------- | ---------------------------------------- | ---------------------------------------- |
| Hassan Taftian | 100 m        | bye                                      | bye                                      | 10,19                                    | 4                                        | niet geplaatst                           | niet geplaatst                           | niet geplaatst                           | niet geplaatst                           |
| Mahdi Pirjahan | 400 m horden | Terugtrekking na positieve covid-19-test | Terugtrekking na positieve covid-19-test | Terugtrekking na positieve covid-19-test | Terugtrekking na positieve covid-19-test | Terugtrekking na positieve covid-19-test | Terugtrekking na positieve covid-19-test | Terugtrekking na positieve covid-19-test | Terugtrekking na positieve covid-19-test |

Technische nummers
| atleet        | onderdeel    | kwalificaties | kwalificaties | finale         | finale         |
| atleet        | onderdeel    | afstand       | rang          | afstand        | rang           |
| ------------- | ------------ | ------------- | ------------- | -------------- | -------------- |
| Ehsan Haddadi | discuswerpen | 58,98         | 26            | niet geplaatst | niet geplaatst |

Vrouwen
Loopnummers
| atleet          | onderdeel | series | series | kwartfinale | kwartfinale | halve finale   | halve finale   | finale         | finale         |
| atleet          | onderdeel | tijd   | rang   | tijd        | rang        | tijd           | rang           | tijd           | rang           |
| --------------- | --------- | ------ | ------ | ----------- | ----------- | -------------- | -------------- | -------------- | -------------- |
| Farzaneh Fasihi | 100 m     | 11,76  | 1 Q    | 11,79       | 8           | niet geplaatst | niet geplaatst | niet geplaatst | niet geplaatst |

### Badminton
Vrouwen
| atlete        | onderdeel | groepsfase                       | groepsfase           | groepsfase           | groepsfase | eliminatie           | kwartfinale          | halve finale         | finale / BM          | finale / BM |
| atlete        | onderdeel | tegenstander uitslag             | tegenstander uitslag | tegenstander uitslag | rang       | tegenstander uitslag | tegenstander uitslag | tegenstander uitslag | tegenstander uitslag | rang        |
| ------------- | --------- | -------------------------------- | -------------------- | -------------------- | ---------- | -------------------- | -------------------- | -------------------- | -------------------- | ----------- |
| Soraya Aghaei | enkelspel | F N Abdul Razzaq W (21–14, 21–7) | He B V (11-21, 3-21) | n.v.t.               | 2          | niet geplaatst       | niet geplaatst       | niet geplaatst       | niet geplaatst       | 15          |

### Basketbal

#### Team
Mannen
| Olympiër | Discipline | Resultaat  | Prestatie |
| --- | ---------- | ---------- | --------- |
| Mohammadsina Vahedi Philip Jalalpoor Mohammad Hassanzadeh Saeid Davarpanah Mohammad Jamshidi Samad Nikkhah Bahrami Hamed Haddadi Navid Rezaeifar Mike Rostampour Aaron Geramipoor Arsalan Kazemi Behnam Yakhchali | team       | groepsfase | zie onder |

| Groep |                  |             |             |             |             |            |            |            |        |
| #     | Land             | Wedstrijden | Wedstrijden | Wedstrijden | Wedstrijden | Doelpunten | Doelpunten | Doelpunten | Punten |
| #     | Land             | GW          | W           | G           | V           | V          | T          | Saldo      | Punten |
| 1     | Frankrijk        | 3           | 3           | 0           | 0           | 259        | 215        | +44        | 6      |
| 2     | Verenigde Staten | 3           | 2           | 0           | 1           | 315        | 233        | +82        | 5      |
| 3     | Tsjechië         | 3           | 1           | 0           | 2           | 245        | 294        | -49        | 4      |
| 4     | Iran             | 3           | 0           | 0           | 3           | 206        | 283        | -77        | 3      |

| Ronde        | Datum          | Lokale tijd    | MEZT             | Land           | Score          | Land           |  |
| ------------ | -------------- | -------------- | ---------------- | -------------- | -------------- | -------------- |  |
| groepsfase   |                |                |                  |                |                |                |  |
| 25 juli 2021 | 10:00          | 03:00          | Iran             | 78 - 84        | Tsjechië       |                |  |
| 28 juli 2021 | 13:40          | 06:40          | Verenigde Staten | 120 - 66       | Iran           |                |  |
| 31 juli 2021 | 10:00          | 03:00          | Iran             | 62 - 79        | Frankrijk      |                |  |
|              |                |                |                  |                |                |                |  |
| kwartfinale  | niet geplaatst | niet geplaatst | niet geplaatst   | niet geplaatst | niet geplaatst | niet geplaatst |  |
|              |                |                |                  |                |                |                |  |
| halve finale | niet geplaatst | niet geplaatst | niet geplaatst   | niet geplaatst | niet geplaatst | niet geplaatst |  |
|              |                |                |                  |                |                |                |  |
| finale       | niet geplaatst | niet geplaatst | niet geplaatst   | niet geplaatst | niet geplaatst | niet geplaatst |  |

### Boksen
Mannen
| atleet               | onderdeel     | eerste ronde         | tweede ronde         | kwartfinale          | halve finale         | finale               | finale         |
| atleet               | onderdeel     | tegenstander uitslag | tegenstander uitslag | tegenstander uitslag | tegenstander uitslag | tegenstander uitslag | rang           |
| -------------------- | ------------- | -------------------- | -------------------- | -------------------- | -------------------- | -------------------- | -------------- |
| Danial Shahbakhsh    | vedergewicht  | Hamout W 5 - 0       | Álvarez V Blessure   | niet geplaatst       | niet geplaatst       | niet geplaatst       | niet geplaatst |
| Seyed Shahin Mousavi | middengewicht | Moriwaki V 2 - 3     | niet geplaatst       | niet geplaatst       | niet geplaatst       | niet geplaatst       | niet geplaatst |

### Boogschieten
Mannen
| atleet       | onderdeel   | plaatsingsronde | plaatsingsronde | eerste ronde         | tweede ronde         | derde ronde          | kwartfinale          | halve finale         | finale / BM          | finale / BM |
| atleet       | onderdeel   | score           | rang            | tegenstander uitslag | tegenstander uitslag | tegenstander uitslag | tegenstander uitslag | tegenstander uitslag | tegenstander uitslag | rang        |
| ------------ | ----------- | --------------- | --------------- | -------------------- | -------------------- | -------------------- | -------------------- | -------------------- | -------------------- | ----------- |
| Milad Vaziri | individueel | 629             | 63              | B Ellison V 0 – 6    | niet geplaatst       | niet geplaatst       | niet geplaatst       | niet geplaatst       | niet geplaatst       | 33          |

### Gewichtheffen
Mannen
| atleet      | onderdeel | trekken | trekken | stoten | stoten | totaal | rang   |
| atleet      | onderdeel | score   | rang    | score  | rang   | totaal | rang   |
| ----------- | --------- | ------- | ------- | ------ | ------ | ------ | ------ |
| Ali Hashemi | -109 kg   | 184     | 5       | 228    | DNF    | DNF    | DNF    |
| Ali Davoudi | +109 kg   | 200     | 2       | 241    | 2      | 441    | Zilver |

### Kanovaren

#### Sprint
Mannen
| atleet          | onderdeel  | series   | series | kwartfinale | kwartfinale | halve finale   | halve finale   | finale         | finale         |
| atleet          | onderdeel  | tijd     | rang   | tijd        | rang        | tijd           | rang           | tijd           | rang           |
| --------------- | ---------- | -------- | ------ | ----------- | ----------- | -------------- | -------------- | -------------- | -------------- |
| Ali Aghamirzaei | K-1 1000 m | 3.48,609 | 5 KF   | 3.52,834    | 4           | niet geplaatst | niet geplaatst | niet geplaatst | niet geplaatst |

### Karate

#### Kumite
Mannen
| Atleet           | Onderdeel | Groupsfase             | Groupsfase             | Groupsfase             | Groupsfase             | Groupsfase | Halve Finale           | Finale                 | Finale |
| Atleet           | Onderdeel | Tegenstander Resultaat | Tegenstander Resultaat | Tegenstander Resultaat | Tegenstander Resultaat | Rang       | Tegenstander Resultaat | Tegenstander Resultaat | Rang   |
| ---------------- | --------- | ---------------------- | ---------------------- | ---------------------- | ---------------------- | ---------- | ---------------------- | ---------------------- | ------ |
| Sajjad Ganjzadeh | +75 kg    | Kvesić W 3 - 1         | Hamedi G 0 - 0         | Irr W 6 - 0            | Gaysinsky W 2 - 1      | 1 Q        | Aktaş W 2 - 2          | Hamedi W 4 - 0         | Goud   |

Vrouwen
| Atleet           | Onderdeel | Groupsfase             | Groupsfase             | Groupsfase             | Groupsfase             | Groupsfase | Halve Finale           | Finale                 | Finale         |
| Atleet           | Onderdeel | Tegenstander Resultaat | Tegenstander Resultaat | Tegenstander Resultaat | Tegenstander Resultaat | Rang       | Tegenstander Resultaat | Tegenstander Resultaat | Rang           |
| ---------------- | --------- | ---------------------- | ---------------------- | ---------------------- | ---------------------- | ---------- | ---------------------- | ---------------------- | -------------- |
| Sara Bahmanyar   | −55 kg    | Özçelik W 5 - 4        | Wen T-y V 1 - 5        | Goranova V 2 - 5       | n.v.t.                 | 3          | niet geplaatst         | niet geplaatst         | niet geplaatst |
| Hamideh Abbasali | +61 kg    | Matoub W 4 - 0         | Quirici V 0 - 4        | Abdelaziz W 9 - 7      | Gong L V 4 - 8         | 4          | niet geplaatst         | niet geplaatst         | niet geplaatst |

### Roeien
Vrouwen
| atlete         | onderdeel | series  | series | herkansingen | herkansingen | kwartfinale | kwartfinale | halve finale | halve finale | finale  | finale |
| atlete         | onderdeel | tijd    | rang   | tijd         | rang         | tijd        | rang        | tijd         | rang         | tijd    | rang   |
| -------------- | --------- | ------- | ------ | ------------ | ------------ | ----------- | ----------- | ------------ | ------------ | ------- | ------ |
| Nazanin Malaei | skiff     | 7.59,01 | 3 KF   | bye          | bye          | 8.07,32     | 3 HA/B      | 7.45,52      | 6 FB         | 7.42,57 | 11     |

Legenda: FA=finale A (medailles); FB=finale B (geen medailles); FC=finale C (geen medailles); FD=finale D (geen medailles); FE=finale E (geen medailles); FF=finale F (geen medailles); HA/B=halve finale A/B; HC/D=halve finale C/D; HE/F=halve finale E/F; KF=kwartfinale; H=herkansing

### Schermen
Mannen
| atleet                                                         | onderdeel  | eerste ronde         | tweede ronde         | derde ronde          | kwartfinale          | halve finale                               | finale / BM                            | finale / BM    |
| atleet                                                         | onderdeel  | tegenstander uitslag | tegenstander uitslag | tegenstander uitslag | tegenstander uitslag | tegenstander uitslag                       | tegenstander uitslag                   | rang           |
| -------------------------------------------------------------- | ---------- | -------------------- | -------------------- | -------------------- | -------------------- | ------------------------------------------ | -------------------------------------- | -------------- |
| Mojtaba Abedini                                                | sabel      | Gordon W 15 - 10     | Szilágyi V 7 - 15    | niet geplaatst       | niet geplaatst       | niet geplaatst                             | niet geplaatst                         | niet geplaatst |
| Ali Pakdaman                                                   | sabel      | Szatmári W 15 - 12   | Hartung W 15 - 9     | Szilágyi V 6 - 15    | niet geplaatst       | niet geplaatst                             | niet geplaatst                         | niet geplaatst |
| Mohammad Rahbari                                               | sabel      | Apithy W 15 - 13     | Samele V 7 - 15      | niet geplaatst       | niet geplaatst       | niet geplaatst                             | niet geplaatst                         | niet geplaatst |
| Mojtaba Abedini Ali Pakdaman Mohammad Rahbari Mohammad Fotouhi | team sabel | n.v.t.               | n.v.t.               | n.v.t.               | Italië V 44 - 45     | Plaatsing 5 - 8 Verenigde Staten W 45 - 36 | Wedstrijd om plaats 5 Egypte V 24 - 45 | 6              |

### Schietsport
Mannen
| atleet          | onderdeel               | kwalificaties | kwalificaties | finale         | finale         |
| atleet          | onderdeel               | punten        | rang          | punten         | rang           |
| --------------- | ----------------------- | ------------- | ------------- | -------------- | -------------- |
| Javad Foroughi  | 10 m luchtpistool       | 580           | 5 Q           | 244,8 OR       | Goud           |
| Mahyar Sedaghat | 10 m luchtgeweer        | 629,1         | 9             | niet geplaatst | niet geplaatst |
| Mahyar Sedaghat | 50 m geweer 3 houdingen | 1168          | 20            | niet geplaatst | niet geplaatst |

Vrouwen
| atlete             | onderdeel               | kwalificaties | kwalificaties | finale         | finale         |
| atlete             | onderdeel               | punten        | rang          | punten         | rang           |
| ------------------ | ----------------------- | ------------- | ------------- | -------------- | -------------- |
| Najmeh Khedmati    | 50 m geweer 3 houdingen | 1165          | 18            | niet geplaatst | niet geplaatst |
| Fatemeh Karamzadeh | 50 m geweer 3 houdingen | 1163          | 22            | niet geplaatst | niet geplaatst |
| Fatemeh Karamzadeh | 10 m luchtgeweer        | 624,9         | 23            | niet geplaatst | niet geplaatst |
| Armina Sadeghian   | 10 m luchtgeweer        | 622,6         | 30            | niet geplaatst | niet geplaatst |
| Hanieh Rostamian   | 10 m luchtpistool       | 576           | 10            | niet geplaatst | niet geplaatst |
| Hanieh Rostamian   | 25 m pistool            | 577           | 28            | niet geplaatst | niet geplaatst |

Gemengd
| atlete                          | onderdeel              | kwalificatie 1 | kwalificatie 1 | kwalificatie 2 | kwalificatie 2 | finale         | finale         |
| atlete                          | onderdeel              | punten         | rang           | punten         | rang           | punten         | rang           |
| ------------------------------- | ---------------------- | -------------- | -------------- | -------------- | -------------- | -------------- | -------------- |
| Mahyar Sedaghat Najmeh Khedmati | 10 m luchtgeweer team  | 624,9          | 15             | niet geplaatst | niet geplaatst | niet geplaatst | niet geplaatst |
| Javad Foroughi Hanieh Rostamian | 10 m luchtpistool team | 575            | 8 Q            | 382            | 5              | niet geplaatst | niet geplaatst |

### Taekwondo
Mannen
| atleet             | onderdeel | voorronde            | eerste ronde         | kwartfinale           | halve finale         | herkansing           | finale / BM          | finale / BM    |
| atleet             | onderdeel | tegenstander uitslag | tegenstander uitslag | tegenstander uitslag  | tegenstander uitslag | tegenstander uitslag | tegenstander uitslag | rang           |
| ------------------ | --------- | -------------------- | -------------------- | --------------------- | -------------------- | -------------------- | -------------------- | -------------- |
| Armin Hadipour     | -58 kg    | n.v.t.               | Ochoa W 22 - 19      | Lucas Guzmán V 6 - 26 | niet geplaatst       | niet geplaatst       | niet geplaatst       | niet geplaatst |
| Mirhashem Hosseini | -68 kg    | bye                  | Huang J-j W 18 - 15  | Rashitov V 22 - 34    | niet geplaatst       | Lee D-h V 21 - 30    | niet geplaatst       | 7              |

Vrouwen
| atleet      | onderdeel | voorronde            | eerste ronde         | kwartfinale          | halve finale         | herkansing           | finale / BM          | finale / BM    |                |
| atleet      | onderdeel | tegenstander uitslag | tegenstander uitslag | tegenstander uitslag | tegenstander uitslag | tegenstander uitslag | tegenstander uitslag | rang           |                |
| ----------- | --------- | -------------------- | -------------------- | -------------------- | -------------------- | -------------------- | -------------------- | -------------- | -------------- |
| Nahid Kiani | -57 kg    | n.v.t.               | Alizadeh V 9 - 18    | niet geplaatst       | niet geplaatst       | niet geplaatst       | niet geplaatst       | niet geplaatst | niet geplaatst |

### Tafeltennis
Mannen
| atleet       | onderdeel | voorronde            | eerste ronde           | tweede ronde         | derde ronde          | vierde ronde         | kwartfinale          | halve finale         | finale / BM          | finale / BM    |
| atleet       | onderdeel | tegenstander uitslag | tegenstander uitslag   | tegenstander uitslag | tegenstander uitslag | tegenstander uitslag | tegenstander uitslag | tegenstander uitslag | tegenstander uitslag | rang           |
| ------------ | --------- | -------------------- | ---------------------- | -------------------- | -------------------- | -------------------- | -------------------- | -------------------- | -------------------- | -------------- |
| Nima Alamian | enkelspel | bye                  | Paul Drinkhall V 1 - 4 | niet geplaatst       | niet geplaatst       | niet geplaatst       | niet geplaatst       | niet geplaatst       | niet geplaatst       | niet geplaatst |

### Volleybal

#### Zaalvolleybal
Mannen
| Atleten | Discipline | Resultaat  | Prestatie |
| --- | ---------- | ---------- | --------- |
| Milad Ebadipour Saeid Marouf Seyed Mohammad Mousavi Masoud Gholami Amir Ghafour Saber Kazemi Morteza Sharifi Ali Asghar Mojarrad Meysam Salehi Mahdi Marandi Arman Salehi Javad Karimi | zaal       | groepsfase | zie onder |

| # | Ploeg     | Punten | Wedstrijden | Wedstrijden | Wedstrijden | Sets | Sets | Sets  |
| # | Ploeg     | Punten | G           | W           | V           | W    | V    | Ratio |
| - | --------- | ------ | ----------- | ----------- | ----------- | ---- | ---- | ----- |
| 1 | Polen     | 13     | 5           | 4           | 1           | 14   | 4    | +10   |
| 2 | Italië    | 11     | 5           | 4           | 1           | 12   | 7    | +5    |
| 3 | Japan     | 8      | 5           | 3           | 2           | 10   | 9    | +1    |
| 4 | Canada    | 7      | 5           | 2           | 3           | 9    | 9    | 0     |
| 5 | Iran      | 6      | 5           | 2           | 3           | 9    | 11   | -2    |
| 6 | Venezuela | 0      | 5           | 0           | 5           | 1    | 15   | -14   |

| Ronde           | Datum          | Lokale tijd    | MEZT           | Land           | Score          | Land           |
| --------------- | -------------- | -------------- | -------------- | -------------- | -------------- | -------------- |
| Groepsfase      |                |                |                |                |                |                |
| 24 juli 2021    | 19:40          | 12:40          | Polen          | 2 - 3          | Iran           |                |
| 26 juli 2021    | 09:00          | 02:00          | Iran           | 3 - 0          | Venezuela      |                |
| 28 juli 2021    | 09:00          | 02:00          | Canada         | 3 - 0          | Iran           |                |
| 30 juli 2021    | 19:40          | 12:40          | Italië         | 3 - 1          | Iran           |                |
| 1 augustus 2021 | 19:40          | 12:40          | Japan          | 3 - 2          | Iran           |                |
| Kwartfinale     | niet geplaatst | niet geplaatst | niet geplaatst | niet geplaatst | niet geplaatst | niet geplaatst |
| Halve finale    | niet geplaatst | niet geplaatst | niet geplaatst | niet geplaatst | niet geplaatst | niet geplaatst |
| Finale          | niet geplaatst | niet geplaatst | niet geplaatst | niet geplaatst | niet geplaatst | niet geplaatst |

### Wielersport

#### Wegwielrennen
Mannen
| atleet           | onderdeel    | tijd       | rang |
| ---------------- | ------------ | ---------- | ---- |
| Saeid Safarzadeh | wegwedstrijd | DNF        | DNF  |
| Saeid Safarzadeh | tijdrit      | 1:05:14,62 | 35   |

### Worstelen

#### Grieks-Romeins
Mannen
| atleet               | onderdeel | eerste ronde         | kwartfinale          | halve finale         | herkansing              | finale / BM          | finale / BM |
| atleet               | onderdeel | tegenstander uitslag | tegenstander uitslag | tegenstander uitslag | tegenstander uitslag    | tegenstander uitslag | rang        |
| -------------------- | --------- | -------------------- | -------------------- | -------------------- | ----------------------- | -------------------- | ----------- |
| Alireza Nejati       | −60 kg    | Melikyan V 1 - 3     | niet geplaatst       | niet geplaatst       | niet geplaatst          | niet geplaatst       | 10          |
| Mohammad Reza Geraei | −67 kg    | Horta W 4 - 0        | Stäbler W 3 - 1      | Zoidze W 3 - 1       | bye                     | Nasibov W 4 - 1      | Goud        |
| Mohammad Ali Geraei  | −77 kg    | Peña W 3 - 1         | Starčević W 3 - 1    | Lőrincz V 1 - 3      | bye                     | Yabiku W 1 - 4       | 5           |
| Mohammad Hadi Saravi | −97 kg    | Boudjemlin W 4 - 0   | Milov W 3 - 0        | Aleksanyan V 1 - 3   | bye                     | Savolainen W 3 - 1   | Brons       |
| Amin Mirzazadeh      | −130 kg   | Kim M-s W 3 - 0      | López V 0 - 4        | niet geplaatst       | Alexuc-Ciurariu W 3 - 1 | Kayaalp V 1 - 3      | 5           |

#### Vrije stijl
Mannen
| atleet                       | onderdeel | eerste ronde           | kwartfinale          | halve finale         | herkansing           | finale / BM          | finale / BM |
| atleet                       | onderdeel | tegenstander uitslag   | tegenstander uitslag | tegenstander uitslag | tegenstander uitslag | tegenstander uitslag | rang        |
| ---------------------------- | --------- | ---------------------- | -------------------- | -------------------- | -------------------- | -------------------- | ----------- |
| Reza Atri                    | −57 kg    | Atlı W 3 - 1           | Bekhbayar W 3 - 1    | Uguev V 1 - 3        | bye                  | Gilman V 1 - 3       | 5           |
| Morteza Ghiasi               | −65 kg    | Dakhlaoui W 3 - 1      | Punia V 0 - 5        | niet geplaatst       | niet geplaatst       | niet geplaatst       | 8           |
| Mostafa Hosseinkhani         | −74 kg    | Dake V 0 - 3           | niet geplaatst       | niet geplaatst       | niet geplaatst       | niet geplaatst       | 15          |
| Hassan Yazdani               | −86 kg    | Shapiev W 3 - 1        | Reichmuth W 4 - 1    | Naifonov W 3 - 1     | bye                  | Taylor V 1 - 3       | Zilver      |
| Mohammad Hossein Mohammadian | −97 kg    | Odikadze V 1 - 3       | niet geplaatst       | niet geplaatst       | niet geplaatst       | niet geplaatst       | 13          |
| Amir Hossein Zare            | −125 kg   | Khotsianivskyi W 3 - 0 | Shala W 4 - 1        | Petriashvili V 1 - 3 | bye                  | Zhiwei W 3 - 0       | Brons       |

### Zwemmen
Mannen
| atleet        | onderdeel         | series     | series | halve finale   | halve finale   | finale         | finale         |
| atleet        | onderdeel         | tijd       | rang   | tijd           | rang           | tijd           | rang           |
| ------------- | ----------------- | ---------- | ------ | -------------- | -------------- | -------------- | -------------- |
| Matin Balsini | 200 m vlinderslag | 1.59,97 NR | 33     | niet geplaatst | niet geplaatst | niet geplaatst | niet geplaatst |

## Demonstratiesporten

### Taekwondo
Tijdens de teamdemonstratie taekwondo, kregen 5 landenteams de kans om deel te nemen. De eventuele verdiende medailles, tellen niet mee in de officiële telling.
Gemengd
| atlete                                                             | onderdeel | halve finale         | herkansing           | finale / BM          | finale / BM |
| atlete                                                             | onderdeel | tegenstander uitslag | tegenstander uitslag | tegenstander uitslag | rang        |
| ------------------------------------------------------------------ | --------- | -------------------- | -------------------- | -------------------- | ----------- |
| Amir Mohammad Bakhshi Erfan Nazemi Melika Mirhosseini Kimia Hemati | Team      | Japan W 52 - 31      | bye                  | China V 22 - 41      | Zilver      |